# Вовчик (Полтавская область)
Вовчик (укр. Вовчик) — село в Лубенской городской общине Лубенского района Полтавской области Украины.

## Географическое положение
Село Вовчик находится на левом берегу реки Сулы, выше по течению примыкает село Литвяки, ниже по течению на расстоянии в 1,5 км расположено село Березоточа, на противоположном берегу — село Висачки.

## История
В начале XVII века Вовчик уже известен как постоянное поселение на границе с Диким Полем. Население Вовчика принимало участие в вооружённых конфликтах середины XVII века. Со второй половины XVII века часть сельских земель принадлежала Мгарскому монастырю. В 1902—1903 годах жители села принимали участие в крестьянских волнениях, охвативших тогда Харьковскую и Полтавскую губернии. В январе 1904 года в селе возник революционный кружок, в который входили П. Шульженко, Г. Этнерович, М. Пащенко, Т. Соломиенко. Под влиянием пропаганды кружка в 1905 году на базарной площади Вовчика прошёл пятитысячный митинг, для разгона которого из Лубен был выслан отряд конных жандармов.
По административной реформе 1923 года село на некоторое время стало административным центром Лубенского округа.
Коллективизация в Вовчике привела, как и в других украинских сёлах, к взаимной вражде крестьян и кровавым столкновениям (так, кулаками были убиты глава ТСОЗ И. Дядечко и секретарь Вовчикского райкома комсомола Алексей Зайцев). В конечном итоге немало жителей Вовчика объявленных кулаками было принудительно выселено на Север. Село понесло ощутимые потери во время голода 1932—1933 годов.
В ходе Великой Отечественной войны селение было временно оккупировано наступавшими немецкими войсками.
В первые же дни оккупации нацисты расстреляли главу колхоза Ю. О. Шостака и 67 жителей села. Около 200 жителей Вовчика было вывезено на принудительные работы в Германию. Вовчик был освобождён 17 сентября 1943 года, отступая, гитлеровцы подожгли село.
193 жителя села погибли во время Великой Отечественной войны, двое из них (В. Ф. Мыцык и Д. И. Сирик) — были удостоены звания Героя Советского Союза. В конце 1940х годов в сельской школе села по инициативе учителя географии, фронтовика И. И. Саенко был создан школьный музей (в 1950е годы получивший отдельное здание и статус сельского музея). В этом музее была создана экспозиция, в которой перечислены все 193 жителя села, погибшие в ходе войны. Позднее при местной школе был создан дендрарий.
В послевоенные годы значение села снизилось, а его население существенно сократилось, во многом из-за оттока жителей в города.
В 1988 году население составляло 2678 человек, по переписи 2001 года — 1484 человека.

## Экономика
- Машинно-тракторные мастерские.
- ООО «Вовчицкий хлебокомбинат».
- «Хлебодар», ООО.

## Достопримечательности
- Танк ИС-2М.

## Известные люди
В селе родились:
- Пётр Иванович Киричко, художник.
- Андрей Ильич Жук, общественно-политический деятель, публицист.
- Сергиенко, Пётр Трофимович, народный артист УССР.